# 50 Carinae
50 Carinae (Q Carinae) é uma estrela na direção da Carina. Possui uma ascensão reta de 07h 35m 39.70s e uma declinação de −52° 32′ 01.7″. Sua magnitude aparente é igual a 4.93. Considerando sua distância de 394 anos-luz em relação à Terra, sua magnitude absoluta é igual a −0.48. Pertence à classe espectral K3III.